# Brassói falikrónika
Brassói falikrónika (Kronstädter Wandchronik; Breve Chronicon Daciae, Dacia rövid krónikája)
A latin nyelvű Brassói falikrónika eredetileg a brassói Fekete templom kórusának falain volt olvasható. A szöveget az 1761–62-es renoválás során levakolták, így azt ma már csak másolatokból ismerjük. A krónika szerzője feltehetően Martin Oltard (1546–1591), aki a brassói gimnázium rektora, később a nagyszebeni gimnázium tanára volt. A mű az 1143-tól 1571-ig terjedő időszak eseményeit beszéli el, elsősorban az Erdélyt, az erdélyi szászokat érintő eseményekről tudósít, de szerepelnek benne fontosabb magyarországi események is. Legnagyobb teret a törökellenes harcok kapják, a nikápolyi csatától (1396) Szigetvár ostromáig (1566) a falikrónika beszámol a törökkel vívott háború minden lényeges mozzanatáról. Ez nem meglepő, hiszen a szászok döntő többsége Erdély déli részén, a Királyföldön és a Barcaságban élt, amely területek a 14. század vége óta ki voltak téve az állandó török betöréseknek, portyáknak, s a szászok magukat a kereszténység védőbástyájának tekintették.

## Kiadás
Breve Chronicon Daciae. In: Quellen zur Geschichte der Stadt Brassó, hg. auf Kosten der Stadt Brassó von dem mit der Herausgabe betrauten Ausschuss, 4. Band, (Chroniken und Tagebücher 1. Band). Brassó 1903. 1–10. 
Digitalizálva: https://eap.bl.uk/archive-file/EAP040-1-1-13

## Magyarul
- Hieronymus Ostermayer: Erdélyi krónika 1520–1570 / Dácia rövid krónikája 1143–1571. Fordította, az előszót és a jegyzeteket írta Lőkös Péter. Kolozsvár, 2005 (Téka)